# Мушкарци воле плавуше
Мушкарци воле плавуше (енгл. Gentlemen Prefer Blondes: The Intimate Diary of a Professional Lady) је комични роман америчке ауторке Аните Лус. Прича прати забављање младе плавокосе флаперке Лорелаи Ли и њене пријатељице Дороти. Објављен је 1925, исте године кад и Фицџералдов Велики Гетсби и Драјзерова Америчка трагедија, и један је од неколико познатих америчких романа који се фокусирају на безбрижни хедонизам у ери џеза.
Првобитно серијализоване као серија скица у Харперсовом базару током пролећа и лета 1925. године, Анитине скице су поново објавили у облику књиге у новембру 1925. Иако су је критичари одбацили као „превише лагано штиво”, књига је добила похвале многих писаца укључујући Ф. Скота Фицџералда, Џејмса Џојса, Вилијама Фокнера и Х. Џ. Велса. Едит Вортон је поздравила Анитин сатирични рад као „велики амерички роман“ јер је лик Лорелаи Ли отелотворио среброљубље и самоповлашћење које је карактерисало Америку 1920-их током председништва Ворена Г. Хардинга и Калвина Кулиџа.
Мушкарци воле плавуше постала је други најпродаванији наслов 1926. у Сједињеним Америчким Државама и међународни бестселер. Штампан је широм света на преко 13 различитих језика, укључујући руски и кинески. До тренутка када је Анита преминула услед срчаног удара 1981. у 93. години живота, дело је штампано у преко 85 издања и адаптирано у стрип из 1926. године, нему комедију из 1928., бродвејски мјузикл из 1949. и филмску адаптацију из 1953. мјузикл.
Анита је 1927. године написала наставак But Gentlemen Marry Brunettes (Али господа се венчавају са бринетама). Деценијама касније, ауторка је упитана током телевизијског интервјуа да ли намерава да напише и трећу књигу. Шаљиво је одговорила да ће наслов и тема треће књиге бити Gentlemen Prefer Gentlemen (Господа више воле господу). Ова досетка је резултирала наглим прекидом интервјуа.